# Dirk Strakhof
Dirk Strakhof (* 1960) ist ein deutscher Jazzbassist und Komponist.

## Wirken
Strakhof spielte zunächst klassische Gitarre, bevor er zum Bass wechselte. Er studierte zwischen 1981 und 1984 an der Hochschule der Künste Berlin Jazz bei Sigi Busch, David Friedman und Jerry Granelli. Als Stipendiat nahm er in New York Unterricht bei Dave Holland, Richie Beirach, Rufus Reid und Ron McClure.
Seit 1990 ist Strakhof Mitglied der bis heute tätigen Gruppe Out of Print mit dem Pianisten Volker Kottenhahn und dem Schlagzeuger Johannes Bockholt, die auch zwei Alben mit der Sängerin Céline Rudolph aufnahm. Er unternahm mit der Gruppe Tourneen durch Rumänien (1994 und 1996), Südafrika, Tansania, Kenia und Madagaskar (1995) und wirkte an Rundfunk- und Fernsehproduktionen für den WDR, NDR, MDR, ORB und das Rumänische Staatsfernsehen und sechs CD-Produktionen mit.
Außerdem arbeitet Strakhof im Duo Kite mit dem Vibraphonisten Franz Bauer. Das Duo ist Ausgangspunkt der deutsch-bulgarischen Band Batoru, der außerdem der Sänger Michael Schiefel, der Akkordeonist Peter Ralchev und der Tupanspieler Stoyan Yankoulov angehören. Die Gruppe realisierte 1996 eine Konzert- und Rundfunkproduktion mit eigenen Kompositionen Strakhofs mit den Gästen Nils Petter Molvær und Denney Goodhew. Mit Sigune von Osten und Michael Riessler trat er bei der Expo 2000 auf. 2008 unternahm Strakhof mit dem Duo Kite eine Mittelamerikatournee.
Filmmusiken komponierte er für die Dokumentarfilme A Tokyo Fusebox und Der Anfang war gut von Susanna Salonen.

## Diskografie (Auswahl)
- Die Chromatischen Phantasten: Reise nach Dschabarsa mit Wolf Burbat, Jörg Schippa, Claudia Früh, Christian Wasdaris, Martin Fonfara, 1994
- Céline Rudolph & Out of Print: Books of Travels, 1996
- Batoru: Elegy of Africa mit Sharifa Malik, Nils Petter Molvær, Denney Goodhew, Sören Fischer, Franz Bauer, Uli Moritz, 1998
- Out of Print: Fishland Canyon, 1999
- Batoru: Tree of Sounds, 2000
- Batoru: Arabesque, 2003
- Out of Print: Anthem for a Private Country, 2004
- Griese-/Kappe-Quintett: Live at Schlot mit Christian Kappe, Christof Griese, Johannes Kersthold, Rainer Winch, 2005
- Interplay  mit Corinna Reich, 2006
- Hub Hildenbrand Trio: Heimat mit Nuri Karademirli und Ralf Jackowski, 2007
- Griese-/Kappe-Quintett: Floating mit Christian Kappe, Christof Griese, Johannes Kersthold, Rainer Winch, 2008
- Out of Print: Dancing in the Brain, mit Volker Kottenhahn und Johannes Bockholt. 2015
- Hazel Leach & Composers’ Orchestra Berlin: Plays the Music of Dirk Strakhof: Vanishing Points, 2020[1]